# Mimaderpas
Mimaderpas es un género de escarabajos longicornios de la tribu Acanthocinini que contiene una sola especie, Mimaderpas anteaureus. La especie fue descrita por Breuning en 1973.
Se distribuye por Ghana. Mide aproximadamente 10 milímetros de longitud.